# 4701 Milani
4701 Milani (1986 VW6) là một tiểu hành tinh vành đai chính được phát hiện ngày 6 tháng 11 năm 1986 bởi E. Bowell ở Flagstaff.